# Lasioglossum noachinum
Lasioglossum noachinum är en biart som först beskrevs av Cockerell 1914.  Lasioglossum noachinum ingår i släktet smalbin, och familjen vägbin. Inga underarter finns listade i Catalogue of Life.